# Hołoby Małe
Hołoby Małe (ukr. Малі Голоби) – wieś na Ukrainie w rejonie koszyrskim obwodu wołyńskiego.

## Historia
Pod koniec XIX w. wieś w gminie Kamień Koszyrski, w powiecie kowelskim.
W okresie międzywojennym wieś zamieszkała była wyłącznie przez Polaków. Liczyła 57 zagród i 300 mieszkańców. Miejscowi katolicy początkowo należeli do parafii pw. św. Archanioła Michała w Kamieniu Koszyrskim. W latach 1926–1930 z inicjatywy ks. proboszcza Stanisława Woronowicza zbudowali oni własny drewniany kościół pw. św. Antoniego Padewskiego, konsekrowany 8 września 1930 r. przez ordynariusza łuckiego Adolfa Szelążka. 20 marca 1935 r. powstawała odrębna parafia, w skład której weszła też część parafii macierzystej. Tuż przed wojną liczyła ona ponad 700 wiernych.
5 kwietnia 1943 r. w pobliżu wsi Hołoby Małe został uprowadzony, torturowany i zgładzony przez policjantów ukraińskich ks. Józef Szostak, który powracał na swoją plebanię ze spowiedzi wielkanocnej w Lubieszowie. Wraz z nim zamordowano br. Piotra Mojsijonka, pijara. W tym samym roku nacjonaliści ukraińscy z OUN-UPA spalili kościół oraz zamordowali 30 Polaków.  Od 2018 r. Instytut Pamięci Narodowej wnioskuje do strony ukraińskiej o zgodę na prace poszukiwawcze ks. Józefa Szostaka i brata Piotra Mojsijonka.